# Jacques Carrey
Jacques Carrey (Troyes, 12 gennaio 1649 – Troyes, 18 febbraio 1726) è stato un pittore francese.

## Biografia e opere
Jacques Carrey lavorò al servizio di Charles Olier, marchese di Nointel (1635-1685) che fu ambasciatore di Francia dal 1670 al 1680 nei pressi della Sublime porta, e disegnò la vita del mondo ottomano e soprattutto, nel 1674, le sculture del Partenone ancora collocate nella sede originaria poco prima della catastrofe provocata dalla cannonata veneziana e dell'esplosione del 1687.
Nella chiesa di Saint-Pantaléon di Troyes sono collocate sei tavole dipinte da Carrey nel 1720 che illustrano i miracoli e il martirio di San Pantaleone. A Parigi, al Museo del Louvre, gli sono attribuiti, forse a torto, dei preziosi disegni sulla vita degli Ottomani e disegni di alcune parti del Partenone del 1674..

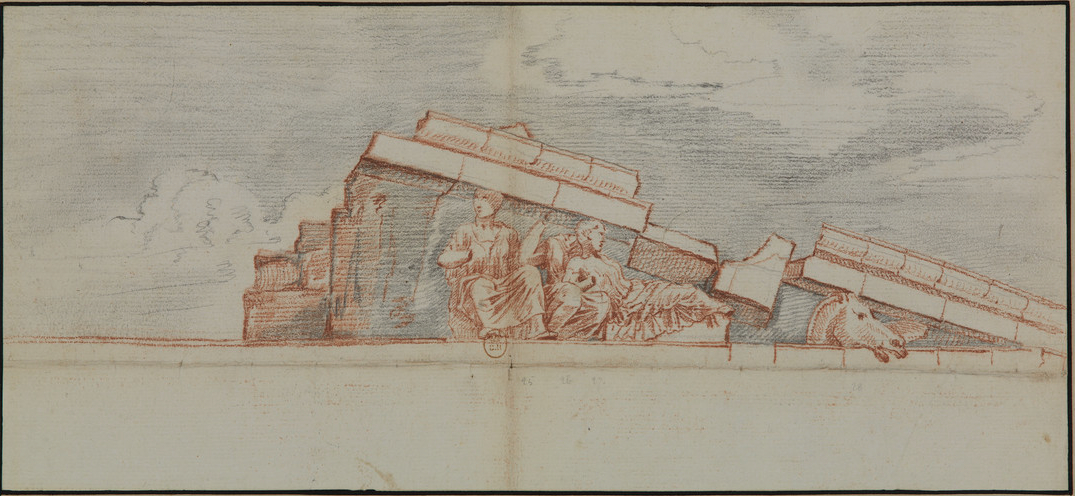
Jaques Carrey, Frontone Nord est
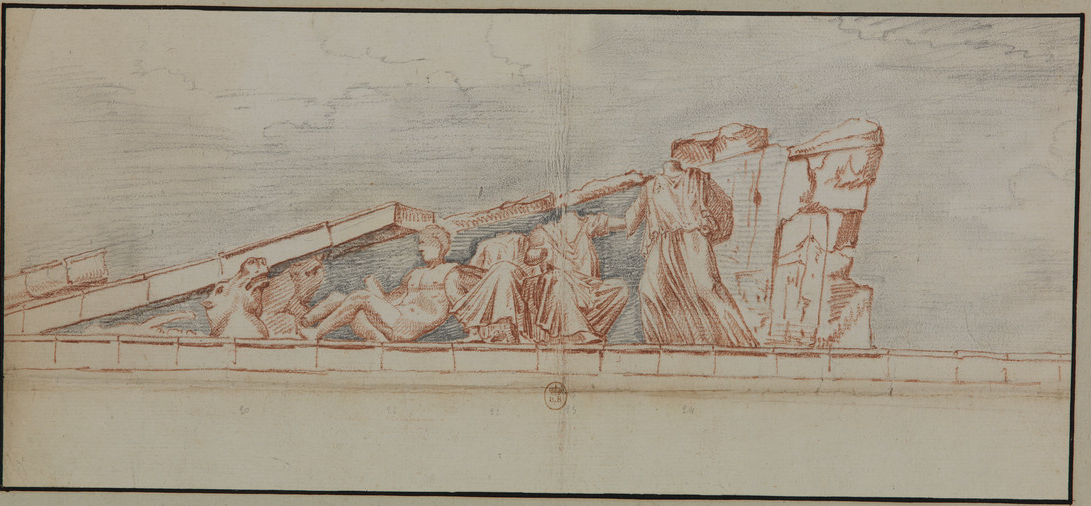
Jaques Carrey, Frontone sud est
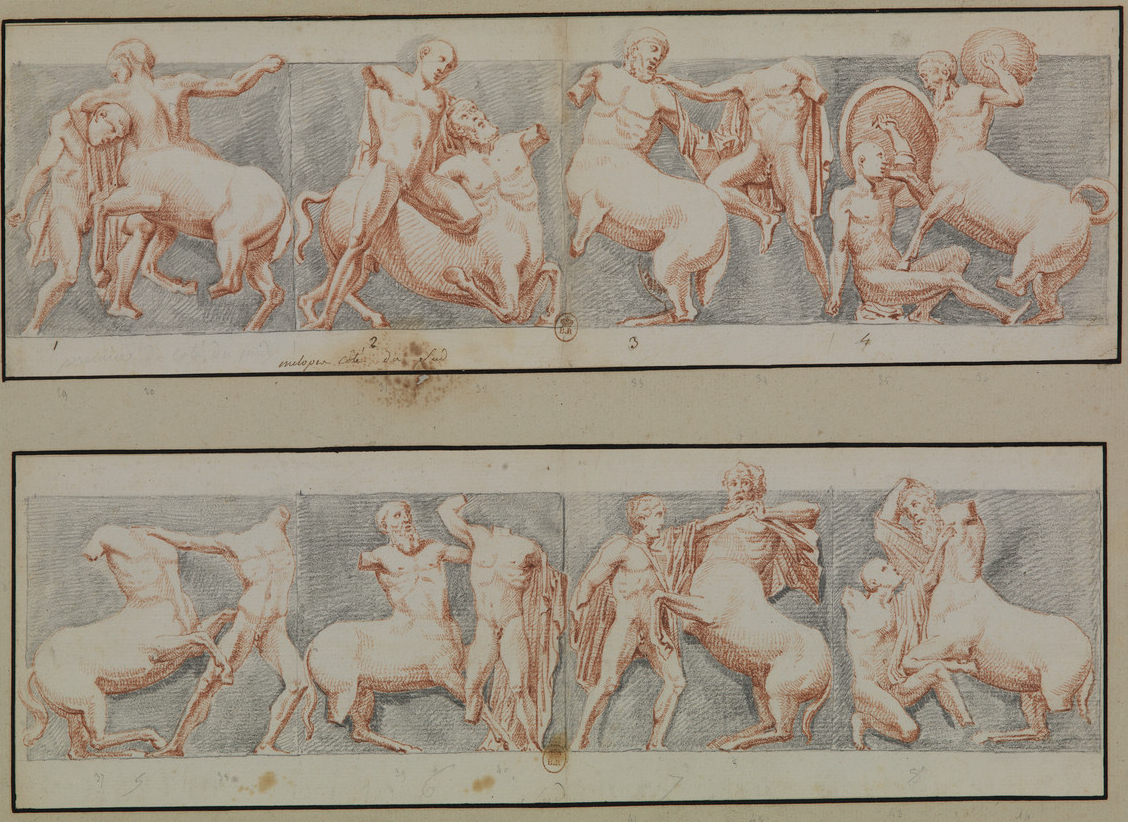
Jaques Carrey, Metope sud 1-8
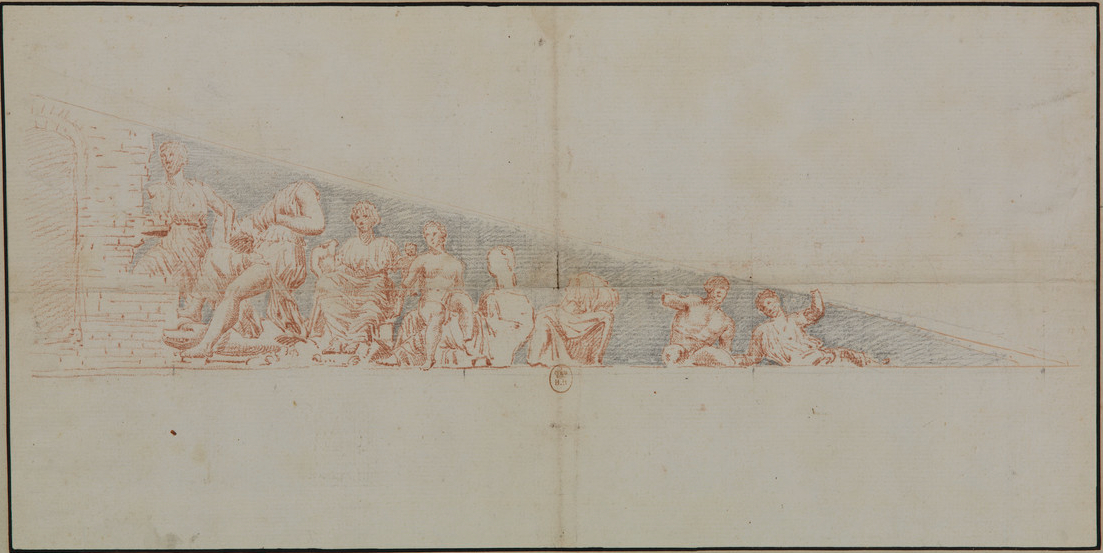
Jaques Carrey, Frontone sud ovest